# Songadh
Songadh é uma cidade e um município no distrito de Surat, no estado indiano de Gujarat.

## Geografia
Songadh está localizada a 21° 10′ N, 73° 34′ L. Tem uma altitude média de 112 metros (367 pés).

## Demografia
Segundo o censo de 2001, Songadh tinha uma população de 22 426 habitantes. Os indivíduos do sexo masculino constituem 51% da população e os do sexo feminino 49%. Songadh tem uma taxa de literacia de 65%, superior à média nacional de 59,5%: a literacia no sexo masculino é de 72% e no sexo feminino é de 58%. Em Songadh, 14% da população está abaixo dos 6 anos de idade.